# Кюкюртлю
Кукуртлі-Колбаші (Кюкюртлю, Кюкюртлю-Кол-Баші) — гірська вершина в  Карачаєво-Черкесії, одна з найвищих в  Росії.
Вершина Кюкюртлю розташована в західному відрозі масиву Ельбрус. Висота гори сягає 4978 м (за іншими даними, 4624 м). Назва вершини в перекладі означає «сірчана гора».